# Raguhn (Raguhn-Jeßnitz)
Raguhn – dzielnica miasta Raguhn-Jeßnitz w Niemczech, w kraju związkowym Saksonia-Anhalt, w powiecie Anhalt-Bitterfeld.
Do 31 grudnia 2009 było to oddzielne miasto wchodzące w skład wspólnoty administracyjnej Raguhn.

## Geografia
Raguhn położone jest nad rzeką Mulda, ok. 4 km na północ od Jeßnitz (Anhalt) i ok. 15 km na południe od Dessau-Roßlau.